# مبارك الحمود الجابر الصباح
الشيخ مبارك حمود الجابر الصباح (مواليد 1955) عسكري كويتي سابق ، رئيس الحرس الوطني منذ 13 نوفمبر 2024 وهو الإبن الثامن للشيخ حمود الجابر المبارك الصباح وشقيق النائب الأول لرئيس مجلس الوزراء وزير الداخلية الأسبق الشيخ أحمد حمود الجابر الصباح. 

## حياته
الشيخ مبارك حمود الجابر الصباح هو حفيد الشيخ جابر المبارك الصباح حاكم الكويت الثامن وولد في الكويت سنة 1955 ودرس في مدارسها حتي حصل علي الثانوية العامة ومن ثم إنخرط في السلك العسكري والتحق بالجيش الكويتي وبدأ مسيرته العسكرية ضابطاً برتبة ملازم وتدرج في المناصب بدءا من ضابط مشاة، وتسلسل في جميع الدورات حتى تم إرساله إلى بريطانيا، كما حصل على دورة أركان حرب، وشارك في الحروب التي شارك فيها الجيش الكويتي، وتدرج بالمناصب والرتب العسكرية في الجيش الكويتي حتى وصل الي رتبة فريق أول ثم تقاعد من الخدمة العسكرية.

### مناصبه
في 21 نوفمبر 1999 عُين محافظاً لمحافظة مبارك الكبير  وشغل المنصب حتى 26 مارس 2006. 
وفي 26 مارس 2006 عُين محافظاً لمحافظة الجهراء وشغل المنصب 7 أبريل 2014 .
في 13 نوفمبر 2024 صدر مرسوم أميري بتعيينه رئيساً للحرس الوطني. 

## حياته العائلية
الشيخ مبارك الحمود الصباح متزوج ولديه من الأولاد:
- الشيخ محمد.
- الشيخ احمد.
- الشيخ جابر.
- الشيخ حمود. رئيس الإدارة العامة للطيران المدني